# Jednoplamek żyworodny
Jednoplamek żyworodny, jednoplamka, jednoplamek, wieloplamka, żyworódka jednoplamka, żyworodek jednoplamisty (Phalloceros caudimaculatus) – ryba z rodziny piękniczkowatych (Poeciliidae). Bywa hodowana w akwarium domowym.

## Wprowadzenie
Jest jedną z najdawniej hodowanych ryb akwariowych – pierwsze osobniki pojawiły się w akwariach w 1898 roku.
W literaturze akwarystycznej opisywana jest często pod nazwą wieloplamki (Phalloceros caudimaculatus reticulata) uznawanej za podgatunek, odmianę lub formę barwną jednoplamki, co nie znajduje potwierdzenia w taksonomii – nazwa Phalloceros caudimaculatus reticulata uznawana jest jako nomen nudum, czyli nazwy niespełniającej wymogów nomenklatorycznych. Do 2008 roku uznawana była za jedyny gatunek rodzaju Phalloceros.

## Występowanie
Żyje w wodach południowo-wschodniej Ameryki Południowej. Spotykana w stawach, potokach.w brazylii, Paragwaju i Urugwaju i Argentynę w dorzeczu (dorzecze La Platy.

## Opis
Tułów zazwyczaj szaro-oliwkowozielony, z czarnymi nieregularnymi plamami,  brzuch jaśniejszy, srebrzysto-niebieskawy, grzbiet ciemniejszy. Spotykane są odmiany o ubarwieniu złotożółtym. Odmiana ta jest często mylnie nazywana złotą gambuzją.

## Dymorfizm płciowy
Samce osiągają długość 3,5 – 4 cm, samice 6–7 cm.  U samca widoczne jest gonopodium, płetwa grzbietowa ciemno obrzeżona..

## Warunki w akwarium
| Zalecane warunki w akwarium | Zalecane warunki w akwarium           |
| --------------------------- | ------------------------------------- |
| Zbiornik                    | średni (ok. 50 l), gęsty w roślinność |
| Temperatura wody            | 18-24°C                               |
| Twardość wody               | średnia                               |
| Skala pH                    | ok. 7.0                               |
| pokarm                      | wszystkożerna                         |

Żywa ryba pływająca w strefie środkowej i przypowierzchniowej,  towarzysko usposobiona do współmieszkańców w akwarium.  Lubi przebywać w miejscach zarośniętych roślinami.  Możliwa jest hodowla tego gatunku w niższej temperaturze, nawet od 18 °C. Odmiany nakrapiane jednakże preferują wyższe temperatury.

## Rozród
Jednoplamka jest rybą jajożyworodną. Czas trwania ciąży wynosi ok. 5 tygodni. W jednym miocie dorosła samica może urodzić do 80 młodych. Narybek wielkości 5–7 mm. Dobrze jest młode oddzielać od dorosłych z powodu kanibalizmu.